# Ophthalmoplegia progressiva externa
Die Ophthalmoplegia progressiva externa, auch als chronisch progressive externe Ophthalmoplegie (CPEO) bekannt, ist eine neuroophthalmologische Erkrankung. Ursache ist meist eine mitochondrial vererbte Störung (Mitochondriopathie), die zu einer über Jahre hinweg langsam zunehmenden Lähmung aller äußeren Augenmuskeln und des Lidhebers (Musculus levator palpebrae superioris) führt, wie beim MNGIE-Syndrom. Geht die Ophthalmoplegia progressiva externa mit weiteren Symptomen einher, so spricht man von der „Ophthalmoplegia plus“ („CPEO plus“).

## Klinisches Bild

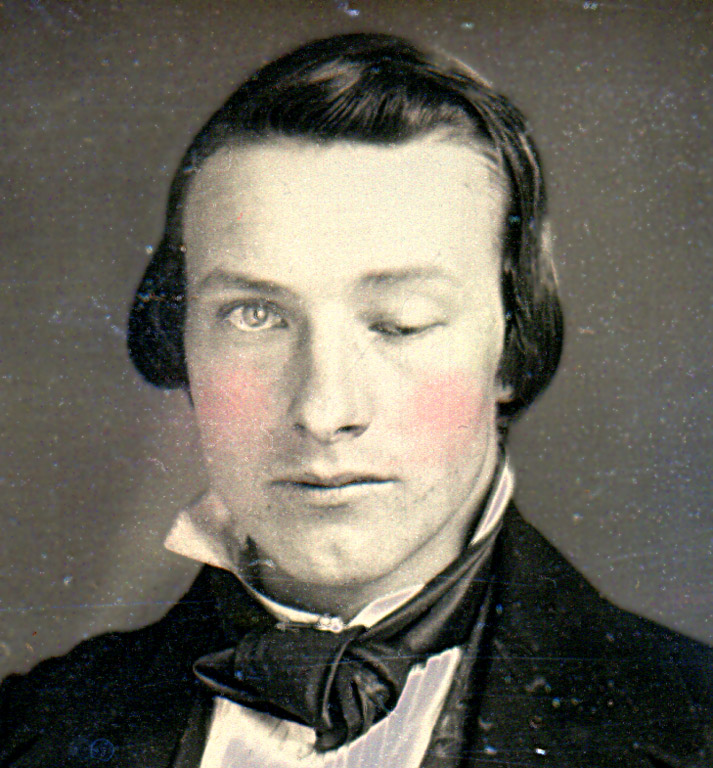
Daguerreotype eines unbekannten Mannes mit Ptosis von 1852

Das Auftreten dieser Erkrankung ist in jedem Alter möglich. Je früher die Krankheit ausbricht, desto schwerer ist meist ihr Verlauf. Zentrale klinische Zeichen sind das Herabhängen eines oder beider Augenlider (Ptosis), sowie eine teils massive Bewegungseinschränkung der Augen. Doppelbilder treten häufig nicht auf, da die Lähmungen an beiden Augen fast symmetrisch ausgeprägt sind, und es deshalb nicht zu einem Schielen kommt. Auch Schmerzen gehören nicht zu diesem Krankheitsbild. Etwa 1 % aller Patienten mit Ptosis weisen eine CPEO auf.
Im Unterschied zu zentralen Blicklähmungen sind alle okulomotorischen Hirnstammfunktionen wie Sakkaden, Optokinetik und der vestibulookuläre Reflex intakt, jedoch wegen der starken Lähmungen verlangsamt.

## Ophthalmoplegia plus
Bei der „Ophthalmoplegia plus“ (CPEOplus) kommen des Weiteren muskuläre Schwächen (besonders in den körpernahen Teilen der Extremitäten, im Gesicht und an der Schluckmuskulatur), Reizleitungsstörungen des Herzens sowie Endokrinopathien die sich als Diabetes mellitus, Kleinwuchs oder verzögerter Pubertät äußern, vor. Es können sich auch eine axonale Polyneuropathie, Demenz, Pigmentretinopathie und Ataxie zeigen. Der Übergang zum Kearns-Sayre-Syndrom ist fließend. KSS bezieht sich auf eine Kombination aus CPEO und pigmentierter Retinopathie bei einem Krankheitsbeginn vor der Vollendung des etwa 20. Lebensjahres.

## Ätiologie
Bei der „Ophthalmoplegia plus“ finden sich in etwa 50 % der Fälle sporadische genetisch bedingte Erkrankungen mit singulären, ca. 2–8 kb großen mtDNA-Deletionen oder sehr selten Duplikationen. In seltenen Fällen zeigen sich maternal vererbte Punktmutationen der mtDNA (am häufigsten die Mutation A3243G). Darüber hinaus treten auch autosomale Erbgänge (autosomal-dominante CPEO/adPEO), selten auch autosomal-rezessive Fälle im Rahmen nukleärer Genveränderungen auf, die zu multiplen mtDNA-Deletionen führen. Ursächlich für diese Deletionen sind eine Vielzahl verschiedene Mutationen, die die Reparatur, Replikation und Erhalt der mitochondrialen DNA bzw. der gesamten Mitochondrien beeinträchtigen, darunter Genen für Polymerase 1 und 2, (POLG1 und POLG2), Helicase (PEO), mitochondriale Bausteine (deoxyguanin kinase, DGUOK), mitochondriale Proteinkontrolle (Paraplegin, SPG7), mitochondriale Bausteine (RRM2B), mitochondrialer Austausch von ATP (SLC25A4) oder mitochondriale t-RNA (MT-TL1) oder auch an der mitochondrialen Fusion und Spaltung (OPA1).
In seltenen Fällen zeigen sich maternal vererbte Punktmutationen der mitochondrialen DNA mtDNA (am häufigsten die Mutation A3243G). Diese Mutation ist auch assoziiert mit MELAS. Dort ist das Krankheitsbild jedoch verschieden. Darüber hinaus treten auch bei CPEO autosomale Erbgänge (autosomal-dominante CPEO/adPEO), selten auch autosomal-rezessive Fälle im Rahmen nukleärer Genveränderungen auf, die zu multiplen mtDNA-Deletionen führen.

## Diagnostik
Neben der allgemein bei mitochondrialen Erkrankungen empfohlen Diagnostik wie Creatin-Kinase, Lactatdehydrogenase, Ruhe-Laktat und Pyruvat im Blutserum, einem neurologischer Untersuchungs-Status, dem Ausschluss eines pathologischen Laktatanstieges mittels Ergometrie und der Elektromyographie, sowie Muskelbiopsie und molekulargenetische Diagnostik, werden bei der Ophthalmoplegia progressiva externa zusätzlich ein Schilddrüsenhormon- und -antikörperstatus und die Elektroneurographie empfohlen. Gleichwohl sind die oben beschriebenen klinischen Zeichen der CPEO bereits so charakteristisch, dass auch ohne technischen Hilfsmittel eine relativ gesicherte Diagnose möglich ist. Mittels Sequenzierung der mitochondrialen DNA kann hier die Mutation identifiziert werden.

## Differentialdiagnosen
Mögliche Differentialdiagnosen der CPEO sind Myasthenie, Blicklähmungen, Okulomotoriusparese (N.III-Parese), Hirnstammläsionen (dabei sind nicht alle Arten der Augenbewegungen gleich betroffen), senile Ptosis oder Fibrosesyndrom.

## Therapie
Eine Heilung dieser Erkrankung ist nicht möglich. Derzeit wird eine Studie mit 15 Patienten in Cambridge/England durchgeführt (ClinicalTrials.gov Identifier: NCT03432871). Deren Ziel ist die Verbesserung der mitochondrialen Dynamik, die bei dieser Erkrankung betroffen ist.
Symptomatisch kann derzeit die Ptosis jedoch plastischchirurgisch (z. B. einer Frontalissuspension mit Silikon) behandelt werden. Eine operative Behandlung der Ptosis ist von Vorteil, da nur ein schlechter Lidschluss besteht und die Hornhaut austrocknen könnte (Expositionskeratopathie). Sollten Doppelbilder bestehen, sind eine Prismenbrille oder eine Schieloperation mögliche Lösungsansätze. Bei Herzrhythmusstörungen kann ein Herzschrittmacher eine Option sein.
Insbesondere in Fällen, in denen ein primärer Coenzym-Q10-Mangel nachgewiesen werden konnte, ist ein Therapieversuch mit 50 – 300 mg Coenzym Q10 täglich zu diskutieren. Ziel der Behandlung ist es in diesem Fall, die Defekte in der Atmungskette zu umgehen und so eine maximale ATP-Produktion zu gewährleisten. Studienergebnisse ohne Übereinstimmung: Reduzierter Laktatspiegel hat jedoch keine klinische Relevanz. Gemeinsam ist vielen mitochondrial bedingten Erkrankungen, dass sie zu einer Zunahme von reaktiven Sauerstoffspezies (ROS) in den Mitochondrien führt, die diese weiter schädigen und zu fortschreitender Dysfunktionalität führen.
Mitochondrial gerichtete Antioxidantien werden bereits in der Behandlung der Leberschen Hereditären Optikusneuropathie (LHON) eingesetzt.
In Therapieversuchen werden Idebenon, Riboflavin, Kreatin-Monohydrat und L-Carnitin probatorisch eingesetzt.